# Luca Waldschmidt
Gian-Luca Waldschmidt (* 19. Mai 1996 in Siegen) ist ein deutscher Fußballspieler. Der Stürmer und siebenmalige A-Nationalspieler steht beim 1. FC Köln unter Vertrag.

## Familie
Luca Waldschmidt ist der Sohn von Wolfgang Waldschmidt (* 1962), der in der Saison 1983/84 14 Zweitligaspiele für den SV Darmstadt 98 absolvierte.

## Karriere

### Verein
Waldschmidt begann seine Karriere 2001 beim SSV Oranien Frohnhausen und spielte danach für den SSC Juno Burg, bevor er 2009 zur TSG Wieseck wechselte. Zum 1. Juli 2010 ging er in das Nachwuchsleistungszentrum von Eintracht Frankfurt.
Am 25. April 2014 unterschrieb Waldschmidt dort seinen ersten Profivertrag mit einer Laufzeit bis zum 30. Juni 2017. Er rückte damit zur Saison 2014/15 in den Profikader auf, sollte aber noch weiterhin in der U19 zum Einsatz kommen. Am 25. April 2015 gab er bei der 0:2-Niederlage gegen Borussia Dortmund sein Bundesligadebüt, bei dem er in der 73. Minute für Sonny Kittel eingewechselt wurde. Sein erstes Pflichtspieltor erzielte Waldschmidt am 8. August 2015 beim 3:0-Sieg in der ersten Runde des DFB-Pokals gegen den Bremer SV.
Zur Saison 2016/17 wechselte Waldschmidt zum Hamburger SV, bei dem er einen Vierjahresvertrag unterschrieb.  Sein Bundesligadebüt für die Hamburger gab er bei der 0:4-Heimniederlage gegen RB Leipzig, als er in der 83. Minute für Bobby Wood eingewechselt wurde. Sein erstes Pflichtspieltor für den HSV erzielte er am 25. Oktober 2016 beim 4:0-Sieg gegen den Halleschen FC in der zweiten Runde des DFB-Pokals wenige Sekunden nach seiner Einwechslung in der 82. Spielminute. Am letzten Spieltag der Saison erzielte Waldschmidt in der 87. Minute – gut zwei Minuten nach seiner Einwechslung – den 2:1-Siegtreffer gegen den direkten Konkurrenten VfL Wolfsburg und verhinderte damit, dass der HSV zum dritten Mal in vier Jahren die Relegation spielen musste. Es war sein erstes Tor in der Bundesliga. In der folgenden Spielzeit, in der Waldschmidt in 21 Einsätzen ein Tor erzielte, stieg er mit dem HSV in die 2. Bundesliga ab.
Zur Saison 2018/19 wechselte Waldschmidt per Ausstiegsklausel zum SC Freiburg. In seiner ersten Saison im Breisgau erzielte er in 30 Ligaspielen 9 Tore. In der Folgesaison verpasste der Offensivspieler, nachdem er auch häufiger auf den Flügeln eingesetzt worden war, verletzungsbedingt mehrere Saisonspiele und konnte zum 8. Tabellenrang Freiburgs zehn Scorerpunkte beisteuern. In beiden Spielzeiten stand Waldschmidt im Konkurrenzkampf mit Nils Petersen und kam daher häufig als Einwechselspieler zum Einsatz.
Zur Saison 2020/21 wechselte der Stürmer für 15 Millionen Euro in die portugiesische Primeira Liga zu Benfica Lissabon, wo er mit seinem Landsmann Julian Weigl zusammenspielte. Waldschmidt unterschrieb einen Fünfjahresvertrag, der eine Ausstiegsklausel in Höhe von 88 Millionen Euro beinhaltete. In seiner ersten Spielzeit absolvierte Waldschmidt 41 Pflichtspiele für Benfica, in denen er 10 Tore schoss und 4 vorbereitete. Er stand häufiger in der Startelf, meistens als offensiver Mittelfeldspieler oder hängende Spitze hinter Darwin Núñez oder Haris Seferović, und verpasste einige Partien verletzungs- wie auch krankheitsbedingt. In der Liga blieb der Deutsche mit seiner Mannschaft in den letzten sieben Spielen ungeschlagen und wurde mit ihr Dritter.
Im August 2021 kehrte Waldschmidt in die Bundesliga zurück und unterschrieb beim VfL Wolfsburg einen Vierjahresvertrag. In der Spielzeit 2021/22 sammelte der Stürmer in drei Gruppenspielen erstmals Erfahrung in der Champions League. In seinen beiden ersten Saisons in Wolfsburg konnte er sich nie über längere Zeit einen Stammplatz erarbeiten und kam wettbewerbsübergreifend zu 37 Pflichtspieleinsätzen mit 7 Torerfolgen.
Zur Spielzeit 2023/24 wechselte er für ein Jahr auf Leihbasis zum Ligakonkurrenten 1. FC Köln. Am Saisonende stieg man in die 2. Bundesliga ab. Dennoch wurde Waldschmidt zur Saison 2024/25 fest verpflichtet.

### Nationalmannschaft
Waldschmidt spielte zweimal für die deutsche U16-Nationalmannschaft und erzielte dabei drei Tore. Für die U17-Auswahl war er in acht Einsätzen viermal erfolgreich. Am 14. August 2013 absolvierte er bei der 2:3-Niederlage gegen Ungarn sein erstes Spiel für die U19-Nationalmannschaft. Am 28. Mai 2014 kam Waldschmidt gegen die Schweiz zu einem Einsatz für die U18-Auswahl. Im Juli 2015 nahm Waldschmidt an der U19-Europameisterschaft in Griechenland teil, scheiterte mit der Mannschaft jedoch schon in der Vorrunde.
Am 3. September 2015 kam Waldschmidt beim 2:0-Sieg im Freundschaftsspiel in Italien erstmals für die U20-Nationalmannschaft zum Einsatz. Insgesamt absolvierte er sechs Spiele in dieser Altersklasse. Am 25. August 2017 wurde Waldschmidt von U21-Nationaltrainer Stefan Kuntz mit der Nominierung für das Testspiel in Paderborn gegen Ungarn und für das EM-Qualifikationsspiel in Osnabrück gegen den Kosovo erstmals in die deutsche U21-Nationalmannschaft eingeladen. Sein Debüt für die U21 folgte bei der 1:2-Niederlage gegen Ungarn, bei der er 63 Minuten auf dem Platz stand. Bei der U21-Europameisterschaft 2019 erzielte Waldschmidt sieben Tore, darunter im Gruppenspiel gegen Österreich mit einem Fernschuss das Tor des Monats Juni. Sieben Turniertore waren vor ihm nur dem Schweden Marcus Berg gelungen. Im Finale unterlag Waldschmidt mit seiner Mannschaft mit 1:2 gegen Spanien.
Für die EM-Qualifikationsspiele am 6. und 9. September 2019 gegen die Niederlande und Nordirland nominierte Bundestrainer Joachim Löw den Stürmer erstmals für die A-Nationalmannschaft. Sein Debüt gab Waldschmidt am 8. Oktober 2019 in Dortmund beim 2:2 im Testspiel gegen die Nationalmannschaft Argentiniens von Beginn an. Seine letzten Einsätze hatte er im November 2020, seitdem wurde er nicht mehr berücksichtigt.

## Persönliche Auszeichnungen
- Torschützenkönig der U21-Europameisterschaft 2019 (7 Tore)
- Torschütze des Monats: Juni 2019

## Sonstiges
Waldschmidt ernährt sich seit Sommer 2018 vegan, nachdem er sich bereits seit einigen Jahren überwiegend vegetarisch ernährt hatte.